# Amaury Lambert
Pour les articles homonymes, voir Lambert.
Amaury Lambert est un mathématicien français,. Il est spécialisé en biomathématique (mathématiques appliquées à la biologie),.

## Biographie
Amaury Lambert est polytechnicien (X1997) et docteur en mathématiques de l'université Pierre-et-Marie-Curie. Sa thèse, rédigée sous la direction de Jean Bertoin et défendue en 2001, s’intitulait Arbres, excursions et processus de Lévy complètement asymétriques.
Il est professeur à Sorbonne-Université et au département de biologie de l'École normale supérieure. 
Il a créé une équipe de recherche au Collège de France au sein du Centre interdisciplinaire de recherche en biologie (CIRB) dirigé par Alain Prochiantz. Cette équipe s'appelle SMILE (Stochastic models for the inference of life evolution).

## Recherche
- Biologie : écologie, génétique, théorie de l'évolution, phylogénétique, macroévolution, spéciation, génétique des populations, évolution moléculaire, évolution somatique.
- Mathématiques : probabilités, processus stochastiques, processus de branchement, théorie du coalescent, excursion brownienne, processus de Lévy, théorie de la mesure.

## Publications
Il est l'auteur ou le coauteur d'une centaine de publications scientifiques, dont :
- Population dynamics and random genealogies, Stoch. Models 24 (2008)
- Quasistationary distributions and the continuous-state branching process conditioned to be never extinct, Elec. J. Prob. 12 (2007)
- Processus de branchement, génétique des populations et généalogies aléatoires, habilitation à diriger des recherches, Université Pierre-et-Marie-Curie (2007)
- Probability of fixation under weak selection: a branching process unifying approach, Theoret. Pop. Biol. 69 (2006)
- The branching process with logistic growth, Ann. Appl. Prob. 15 (2005)
- Coalescence times for the branching process, Adv. Appl. Prob. 35 (2003)
- The genealogy of continuous-state branching processes with immigration, Probab. Theory Relat. Fields 122 (2002)
- The joint law of ages and residual lifetimes for two schemes of regenerative sets, Elec. J. Prob. 6 (2001)
- Arbres, excursions et processus de Lévy complètement asymétriques, thèse de doctorat, université Pierre-et-Marie-Curie (2001)
- Completely asymmetric Lévy processes confined in a finite interval, Annales de l'institut Henri-Poincaré 36 (2000)